# Prefeitura de Juiz de Fora
A Prefeitura de Juiz de Fora é o órgão do Poder Executivo chefiado pela prefeita de Juiz de Fora, município localizado em Minas Gerais, que é eleito em sufrágio universal e voto direto e secreto pela população local para um mandato de quatro anos de duração, podendo ser reeleito para mais um mandato.
Sua sede fica localizada na Avenida Brasil, 2001, no Centro da cidade. 

## Município de Juiz de Fora
O Poder Executivo do município de Juiz de Fora é representado, em sua administração 2021 - 2024, pela Prefeita Margarida Salomão e seu Gabinete de Secretários, além do vice-prefeito Kennedy Ribeiro, seguindo o modelo proposto pela Constituição Federal e pela Lei Orgânica do município.

## A Prefeitura
A Prefeitura atualmente é composta pelas secretarias: Secretaria de Agricultura, Pecuária e Abastecimento (Seapa); Secretaria de Assistência Social (SAS); Secretaria de Comunicação Pública (Secom);  Secretaria de Desenvolvimento Sustentável e Inclusivo, da Inovação e Competitividade (Sedic); Secretaria de Educação (SE); Secretaria de Esporte e Lazer (SEL); Secretaria Especial de Direitos Humanos (SEDH); Secretaria da Fazenda (SF); Secretaria de Governo (SG); Secretaria de Obras (SO); Secretaria de Planejamento do Território e Participação Popular (Seppop); Secretaria de Planejamento Urbano (Sepur); Procuradoria Geral do Município (PGM); Secretaria de Recursos Humanos (SRH); Secretaria de Saúde (SS); Secretaria de Segurança Urbana e Cidadania (Sesuc); Secretaria de Sustentabilidade em Meio Ambiente e Atividades Urbanas (Sesmaur); Secretaria de Transformação Digital e Administrativa (STDA); Secretaria de Turismo (Setur); Secretaria de Mobilidade Urbana (SMU).
Em complementação ao processo legislativo e ao trabalho das secretarias, existem também uma série de órgãos, como a Controladoria Geral do Município (CGM) e a Procuradoria Geral do Município (PGM), além de diversos conselhos municipais, cada um deles atuando sobre temas diferentes, compostos obrigatoriamente por representantes da sociedade civil organizada.

## Administração Indireta
A Prefeitura conta com o auxílio de entidades da administração pública indireta vinculadas a diferentes secretarias, dependendo de sua área de atuação.
As autarquias e fundações vinculadas ao município são:
- Companhia de Saneamento Municipal (Cesama): A Companhia de Saneamento Municipal - Cesama tem como principais atribuições planejar e executar sistemas de água e esgoto de Juiz de Fora e alguns distritos, buscando a universalização na prestação dos serviços. Atualmente, cerca de 99% da população têm acesso à água tratada e, aproximadamente, 98% contam com serviço de coleta de esgoto.
- Departamento Municipal de Limpeza Urbana (Demlurb): O Departamento Municipal de Limpeza Urbana, órgão responsável pela limpeza urbana da cidade de Juiz de Fora, foi criado pela Lei 5.517, de 28 de novembro de 1978. 
- Companhia Municipal de Habitação e Inclusão Produtiva de Juiz de Fora (Emcasa): Compete à Emcasa o estudo dos problemas da habitação, notadamente da habitação popular, em coordenação com os órgãos da administração pública federal, estadual ou municipal, direta ou indireta, bem como com as instituições privadas com interesse no tema; o planejamento, a produção e a comercialização de unidades habitacionais, em especial as destinadas à população de baixa renda, entre outras atribuições.
- Empresa Municipal de Pavimentação e Urbanização (Empav): A Empav tem o objetivo principal de atender o município nas demandas de pavimentação asfáltica de ruas, recomposição asfáltica de pavimentos, manutenção de praças e jardins, poda e corte de árvores, obras civis e fabricação de artefatos de cimento.
- Fundação Cultural Alfredo Ferreira Lage (Funalfa): A Fundação Cultural Alfredo Ferreira Lage é responsável pela política cultural do município, em mais um dos aspectos do pioneirismo juizforano. Instituída através da Lei 5.471, em 14 de setembro de 1978, passou a ser a primeira fundação municipal responsável por cultura a ser criada no Estado de Minas Gerais. 
- Juiz de Fora Previdência (JFPrev): Unidade Gestora Única responsável por gerir os benefícios previdenciários dos servidores públicos ocupantes de cargo de provimento efetivo da Administração Pública Direta, Autárquica, Fundacional e do Poder Legislativo Municipal.
- Fundação Museu Mariano Procópio (Mapro): O Mapro possui um extenso acervo, constituído de cerca de 53 mil objetos de valor histórico, artístico e científico, o que faz do Museu Mariano Procópio um dos mais importantes núcleos de saber do país. Trata-se de uma coleção nacional e de relevância internacional, entre pinturas, esculturas, gravuras, desenhos, livros raros, documentos, fotografias, mobiliário, prataria, armaria, numismática, cartofilia, indumentária, porcelanas, cristais e peças de História Natural. Possui também um parque, que valoriza a flora exótica e brasileira.
- Agência de Proteção e Defesa do Consumidor (Procon): Órgão que realiza a defesa e proteção do consumidor no Brasil. O Sistema Nacional de Defesa do Consumidor é uma estrutura de âmbito federal, mas que se repete nas demais esferas de governo através dos Sistemas Estadual e Municipal de Defesa do Consumidor

## Equipamentos
A Prefeitura de Juiz de Fora possui, sob sua administração, uma série de equipamentos para garantir à população acesso a direitos, cultura e lazer. Entre os diversos dispositivos da cidade para turismo, destacam-se:
- Parque da Lajinha:  O Parque Natural Municipal da Lajinha é uma Unidade de Conservação da Natureza, localizada em Juiz de Fora-MG, na Avenida Deusdedit Salgado, Bairro Teixeiras. São cerca de 86 hectares, dos quais, 49 consistem em fragmento de Mata Atlântica, 30 são área de reflorestamento e outros 7,5 são de uso intensivo, estes, abertos à visitação pública.
- Parque Municipal: Desde o dia 12 de outubro de 2021, o Parque Municipal passou a ser destino constante de visitas por parte dos moradores da cidade em seus momentos de lazer, um cenário de descontração, encontros de família, prática de exercício físico e momentos de relaxamento. O Parque Municipal está localizado na Rua do Contorno s/n, bairro Nova Califórnia. Possui uma área de 5.779,24 m², com estrutura para prática de esporte e lazer, além de atividades culturais e eventos diversos. 
- Morro do Imperador: É um dos pontos mais altos da cidade, situado a 923 m do nível do mar, sendo assim denominado devido à visita, em 1861, de D. Pedro II a Juiz de Fora, que subiu o morro para apreciar a vista da cidade. Em comemoração à virada do século XIX para o século XX, foi construída ali uma capela, e, em 1906, um monumento ao Cristo Redentor.
- Estádio Municipal Radialista Mário Helênio: O Estádio Municipal "Radialista Mário Helênio", localizado na Avenida Eugênio do Nascimento, 10, Bairro Dom Orione, foi inaugurado em outubro de 1988, cumprindo as exigências da Federação Internacional de Futebol Associado (Fifa). O Estádio Municipal possui amplo espaço para monitoramento, que são as salas da administração, imprensa, polícias Civil e Militar, Liga de Futebol, Ouvidoria e depósito, todas separadas com infraestrutura adequada, dando maior conforto para realização dos trabalhos.
- Centro Cultural Bernardo Mascarenhas (CCBM): Símbolo do pioneirismo industrial, a antiga fábrica de tecidos Bernardo Mascarenhas, graças à mobilização de artistas, escritores e jornalistas, foi transformada, em 1987, em um amplo centro cultural. Seguindo a proposta inicial o espaço abre suas portas para as diferentes manifestações artísticas e culturais de Juiz de Fora e região. Capoeira, percussão, oficinas, palestras, reuniões, teatro e shows musicais, sem esquecer da eclética mostra de exposições.
- Teatro Pachoal Carlos Magno: O Teatro Paschoal Carlos Magno está localizado na Rua Gilberto de Alencar s/nº, atrás da Igreja de São Sebastião, no Centro, e foi oficialmente entregue à cidade no dia 2 de março de 2018, 37 anos depois do início de sua construção. Com uma estrutura moderna e multiuso, o Paschoal tem condições de abrigar as mais variadas manifestações artísticas, do teatro à dança, das artes plásticas à música, do circo ao audiovisual. 
Ver também
1. REDIRECIONAMENTO Lista de prefeitos de Juiz de Fora